# Lap-Steel-Gitarre

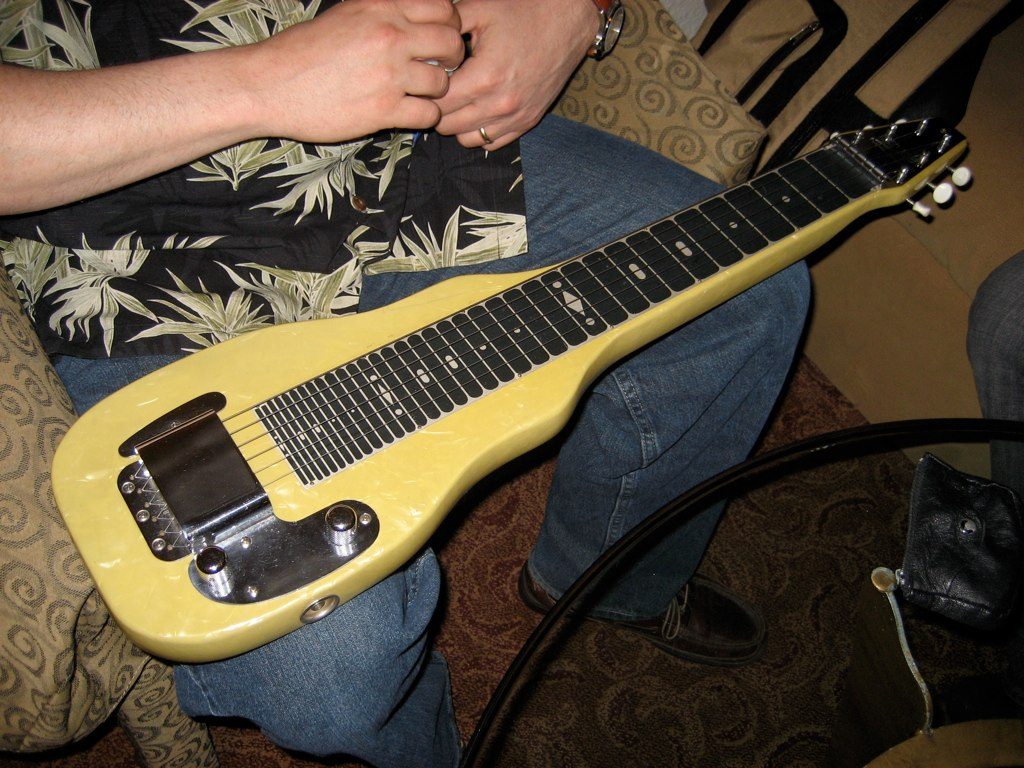
Lap-Steel Fender „Champion“

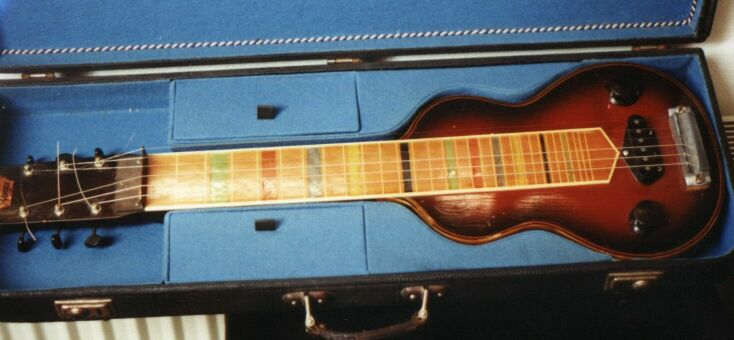
Roger-Hawaiigitarre

Eine Lap-Steel-Gitarre oder Hawaiigitarre ist eine akustische oder elektrische Gitarre mit Stahlsaiten, mit oder ohne Resonator. Anders als beim gewöhnlichen Gitarrenspiel wird sie vom sitzenden Gitarristen auf den Schoß (englisch lap) gelegt; die Saiten weisen nach oben. Die Saiten sind am Sattel erhöht, so dass sie nicht gegriffen werden können. Die Lapsteel (Kurzname) wird in einer offenen Stimmung (Open Tuning) gestimmt. Die linke Hand greift nicht, sondern spielt diese Form der Slide-Gitarre mit einem massiven Metallstab oder Rohr (Steel Bar).
Typisch für die Lap-Steel-Gitarre als Melodieinstrument ist der von Glissandi geprägte singende Ton. Das Instrument wird in der Hawaiimusik, im Blues sowie seit den Tagen des Western Swing in der Country-Musik eingesetzt. Durch mechanische Weiterentwicklung der Bauweise, Hinzufügen von Saiten, Hälsen, Hebeln und Pedalen entstand in den 1950er Jahren die Pedal-Steel-Gitarre.

## Geschichte

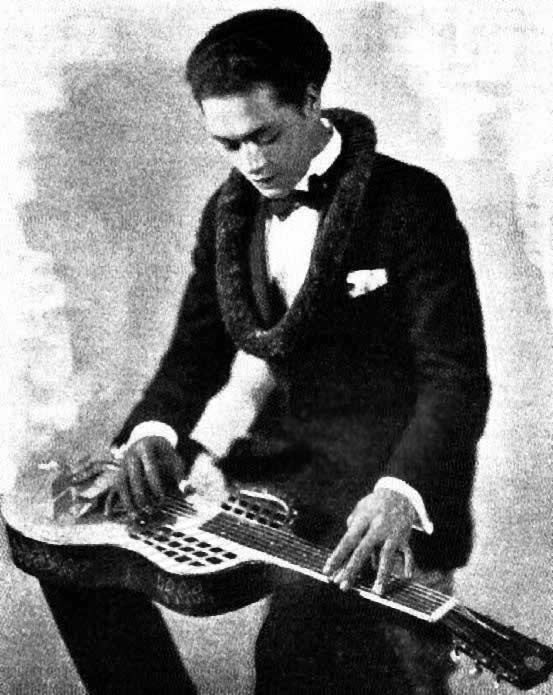
Sam Ku West

Die Spieltechnik, eine Saite nicht mit dem Finger, sondern mit einem gleitenden Stab zu verkürzen, wurde in Indien bereits bei der eka tantri vina praktiziert, einer heute verschwundenen einsaitigen, bundlosen Stabzither mit einer Kalebasse als Resonator, die seit dem 11. Jahrhundert aus literarischen Quellen bekannt ist. In Nordindien werden die Saiten der mehrsaitigen, mit zwei Kalebassen ausgestatteten Stabzither vichitra vina, die in der Tradition der eka tantri steht, mit einem Glasstab verkürzt. An der Wende zum 20. Jahrhundert entwickelten südindische Musiker eine Variante der Langhalslaute Sarasvati vina, die ebenfalls mit einem Gleitstab gespielt und gottuvadyam genannt wird.
Die Erfindung dieser Technik bei der Gitarre wird dem hawaiischen Schüler Joseph Kekuku zugesprochen, der um 1895 die Saiten seiner Gitarre – statt sie zu greifen – mit einem Messerrücken verkürzte und charakteristische Slide-Effekte erzeugte. Um die Jahrhundertwende nach der Annektierung Hawaiis reisten erste Musiker, darunter auch Kekuku, auf das nordamerikanische Festland und traten in Vaudeville-Shows auf. Weitere hawaiische Musiker, die ebenfalls diese Technik benutzten waren James Hoa und Gabriel Davion. Seit der Panama-Pacific International Exposition (San Francisco 1915), auf der Keoki Awai’s Royal Hawaiian Quartette täglich mit großem Erfolg auftrat, entwickelte sich die Hawaii-Musik zum ersten (und am längsten anhaltenden) World-Music-Boom in der Geschichte der aufgezeichneten Musik.
Seit 1915 wurden von der amerikanischen Plattenfirma RCA Victor monatlich Hawaii-Platten, z. B. von Steel-Gitarrist Pale K. Lua and David Kaili, veröffentlicht. Ab 1916 folgten auch international alle anderen Firmen mit hawaiischen oder pseudo-hawaiischen Aufnahmen. So war die Steel-Guitar bald nicht nur in den USA, sondern auf der ganzen Welt vertreten, und die Hawaiimusik entwickelte sich zu einer überaus beliebten Stilrichtung. Hawaiigitarren gehörten zum Ensemble der Uraufführungen der Oper Aufstieg und Fall der Stadt Mahagonny (1930) von Weill/Brecht sowie der Operette Die Blume von Hawaii von Paul Abraham (1931). 1932 wurde von Rickenbacker mit der Rickenbacker Frying Pan die erste elektrisch verstärkte Hawaiigitarre eingeführt. Dieses Modell war zugleich die erste in Serie hergestellte Gitarre mit einem elektromagnetischen Tonabnehmer. Nach dem Zweiten Weltkrieg entwickelte sich auch in Deutschland in den 1950er-Jahren ein Markt für elektrische Hawaiigitarren, die von Firmen wie Framus oder Höfner hergestellt wurden.

## Gitarrentypen
Grundsätzlich lässt sich jede Gitarre verwenden. Ein zusätzlicher Aufsatz am Sattel erhöht die Saitenlage so, dass kein Kontakt mehr zum Griffbrett besteht. Spezielle Lap-Steel-Gitarren weisen als gemeinsames Baumerkmal einen rechteckigen kräftigen Hals auf (Squareneck). Es lassen sich im Weiteren drei Grundtypen unterscheiden:
- Eine akustische Lap-Steel-Gitarre mit hohlem Hals wurde von Hermann Weissenborn entwickelt. Sie hat sechs oder acht Saiten mit der Stimmung E-(F#)-A-(c#)-e-a-cis'-e'.[3] Ähnliche Modelle bauen heute z. B. die Firmen Manzanita, Fender, Gretsch (EBM) und jüngst auch die schwäbischen Firmen Vando-Guitars sowie Bediaz-Music.
- Resonatorgitarren (z. B. Dobro) gibt es ebenfalls in der Squareneckvariante.
- Elektrische vollmassive Lap-Steel-Gitarren produzieren nach Vorbildern von Gibson und Fender heute viele weitere Elektro-Gitarren-Hersteller. In Deutschland zählen paddelförmige Framus oder bauchige Roger-Gitarren zu den frühen E-Lapsteel-Gitarren der 1950er-Jahre. Einige Modelle besitzen drei bis vier anschraubbare Füße. Sie werden dann Table steel genannt und unterscheiden sich von den Pedal-Steel-Gitarren durch das Fehlen der Hebel und Pedale.

## Gitarristen
Zu bekannten Spielern der Lap-Steel-Gitarre zählen Frank Ferera, Sol Hoopii, Bob Dunn, Roy Smeck, Jerry Byrd, David Lindley, Jerry Douglas, Bob Brozman, Santo Farina, Ben Harper und Scott Colby.
Musiker, die eine Lapsteel als Nebeninstrument spielen, sind David Gilmour (Pink Floyd), John Paul Jones (Led Zeppelin) und Steve Howe (Yes/Asia).